# Мураньское сельское поселение
Мураньское се́льское поселе́ние — упразднённое муниципальное образование в Кочкуровском районе Мордовии Российской Федерации.
Административный центр — село Мурань.

## История
Статус и границы сельского поселения установлены Законом Республики Мордовия от 28 декабря 2004 года № 121-З «Об установлении границ муниципальных образований Кочкуровского муниципального района, Кочкуровского муниципального района и наделении их статусом сельского поселения и муниципального района».

## Население
| 2002 | 2010 | 2012 | 2013 | 2014 | 2015 | 2016 |
| ---- | ---- | ---- | ---- | ---- | ---- | ---- |
| 308  | ↘301 | ↗311 | ↘287 | ↘285 | ↗291 | ↘286 |
| 2017 | 2018 |      |      |      |      |      |
| ↘277 | ↗287 |      |      |      |      |      |

## Состав сельского поселения
| № | Населённый пункт | Тип населённого пункта | Население |
| - | ---------------- | ---------------------- | --------- |
| 1 | Красная Зорька   | деревня                | ↘116      |
| 2 | Мурань           | село                   | ↘185      |